# Куртомер (Орн)
Куртомер (фр. Courtomer) насеље је и општина у северној Француској у региону Доња Нормандија, у департману Орн која припада префектури Алансон.
По подацима из 2011. године у општини је живело 754 становника, а густина насељености је износила 37,89 становника/km². Општина се простире на површини од 19,9 km². Налази се на средњој надморској висини од 203 метара (максималној 279 m, а минималној 172 m).

## Демографија
| 1962. | 1968. | 1975. | 1982. | 1990. | 1999. | 2011. |
| ----- | ----- | ----- | ----- | ----- | ----- | ----- |
| 717   | 783   | 698   | 659   | 636   | 676   | 754   |

График промене броја становника у току последњих година